# Kolbenkompressor

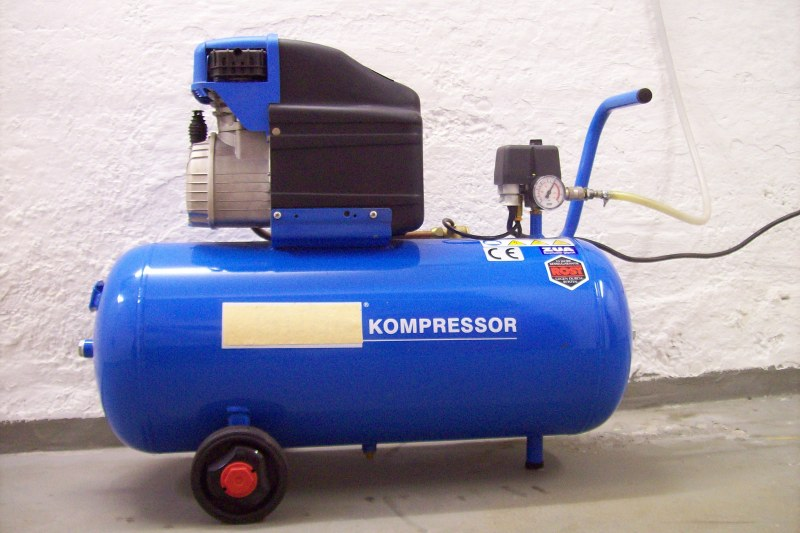
Elektrischer Kolbenkompressor mit Kessel zur Druckluftherstellung

Verfahrenstechnisches Symbol eines Kolbenkompressors in einem R&I-Fließschema

Als Kolbenkompressor bezeichnet man einen Apparat aus der Gruppe der Verdichter.
Beim Hubkolbenkompressor bewegt sich der Kolben im Zylinder auf und ab. Beim Vergrößern des Pumpraums wird Luft durch einen Luftfilter angesogen. Dann schließt sich das Einlassventil, der Kolben verkleinert den Pumpraum, wodurch die Luft komprimiert wird und durch das Auslassventil wieder abgegeben wird.
Durch eine Druckluftleitung wird die komprimierte Luft fortgeleitet, etwa um Druckluftwerkzeuge zu betreiben.
Drehkolbenverdichter siehe Roots-Gebläse sowie Drehkolbenpumpe.

## Antrieb
Kolbenkompressoren für den Heim- und Werkstattgebrauch werden meist elektrisch angetrieben. Die Leistung dieser Geräte liegt in der Regel im Bereich von 1–2 Kilowatt. 
Mit Verbrennungsmotor betriebene Kolbenkompressoren werden gelegentlich in der Industrie eingesetzt.

## Ölgeschmierte/Ölfreie Kolbenkompressoren
Generell unterscheidet man zwischen ölgeschmierten und ölfreien Kolbenkompressoren. Letztere werden im Heimbereich und in kleineren Werkstätten bereits oft eingesetzt, allerdings mit eher niedrigem Arbeitsdruck und überschaubaren Ansaug- und Abgabevolumina. Dort werden üblicherweise ölgeschmierte Kompressoren eingesetzt, deren Druckluft mit Spuren von Öl versetzt ist. Diese eignet sich nicht für alle Anwendungen und wird mithilfe von Ölabscheidern gereinigt.

## Kenngrößen
Wichtige Kenngrößen eines Kolbenkompressors stellen der Maximaldruck, der Kesselinhalt sowie das Ansaug- und Abgabevolumen dar. Bei gängigen Kolbenkompressoren für Werkstatt und Heimgebrauch liegt der Maximaldruck im Bereich von 5–20 bar. Viele Druckluftwerkzeuge haben Mindestanforderungen in den Bereichen Druck und Kesselinhalt – ist der Kompressor zu schwach, können diese damit nicht ausreichend effektiv betrieben werden. Nicht jeder Kolbenkompressor hat einen Kessel, der als Druckluftspeicher dient und verhindert, dass der Kompressor kontinuierlich laufen muss oder zu häufig anläuft. Das Ansaug- und Abgabevolumen wird in Litern pro Minute angegeben.

## Einsatzgebiete
Kolbenkompressoren werden vor allem in den folgenden Einsatzgebieten eingesetzt:
- Druckluftwerkzeuge in Werkstätten (Schlagschrauber, Nagler, Tacker, Pistole)
- Heimbereich: Aufpumpen von Luftmatratzen, Bällen, Reifen
- Airbrush und Painting
- Haushaltskühlschränke (Kompressorkühlschränke)